# Thalasseleotris
Thalasseleotris is een geslacht van straalvinnige vissen uit de familie van slaapgrondels (Eleotridae).

## Soorten
- Thalasseleotris adela Hoese & Larson, 1987
- Thalasseleotris iota Hoese & Roberts, 2005